# 21. stoljeće (novine)
21. stoljeće bile su hrvatske dnevne novine sa sjedištem u Zagrebu. Prvi broj novina je izašao 2012. Trajno su ugašene 2013. godine. Glavni urednik novina bila je Nada Mirković. Izdavač novina je bila tvrtka "Miran dan", vlasnik novina i tvrtke Marjan Jurleka. Slogan novina bio je Okrenimo se budućnosti. Adresa sjedišta je Rakušina 4. Redakcija je bila smještena u Slavonskoj aveniji 4 u prostorima također propalog "Vjesnika".
21. stoljeće su imale s dva izdanja, koja su se prodavala po cijeni od 5 kuna.

## Osnivanje
“Odlučili smo napraviti dnevnik 21. stoljeće zbog toga što mislimo da novinama koje postoje na tržištu pada tiraža ne samo isključivo zato što su ljudi osiromašeni, nego i zato što ljudi u novinama koje postoje na tržištu ne dobivaju ono što žele na pravi način. Činilo nam se da te novine vrlo često reflektiraju interese izdavača, nekih specijalnih interesa, a puno manje čitatelja i odlučili smo pokušati napraviti novine koje će se baviti onime što zanima čitatelje.”
“Želimo napraviti nešto što će biti popularna kvalitetna novina. To znači da mi s tom cijenom želimo reći da se obraćamo svima, da mi ne očekujemo samo jednu vrstu čitatelja. Tako da nismo htjeli baš nikoga na neki način isključiti.” Rekla je Nada Mirković.

### Glavni urednici
- Nada Mirković (2012. – 2013.)